# Puig Morera
El Puig Morera és una muntanya de 123 metres que es troba al municipi de Mont-ras, a la comarca catalana del Baix Empordà.